# Hoisdorf
Hoisdorf (dolnoniem. Hoisdörp) – gmina w Niemczech, w kraju związkowym Szlezwik-Holsztyn, w powiecie Stormarn, wchodzi w skład urzędu Siek.